# Pantenan
Pantenan is een bestuurslaag in het regentschap Gresik van de provincie Oost-Java, Indonesië. Pantenan telt 1986 inwoners (volkstelling 2010).